# Ramanagara
Ramanagara est un village de l'État du Karnataka en Inde. Il est situé à l'intérieur de l'enceinte de la ville en ruine de Vijayanâgara, l'ancienne capitale du royaume de Vijayanâgara, dans la vallée de la Tungabhadrâ.

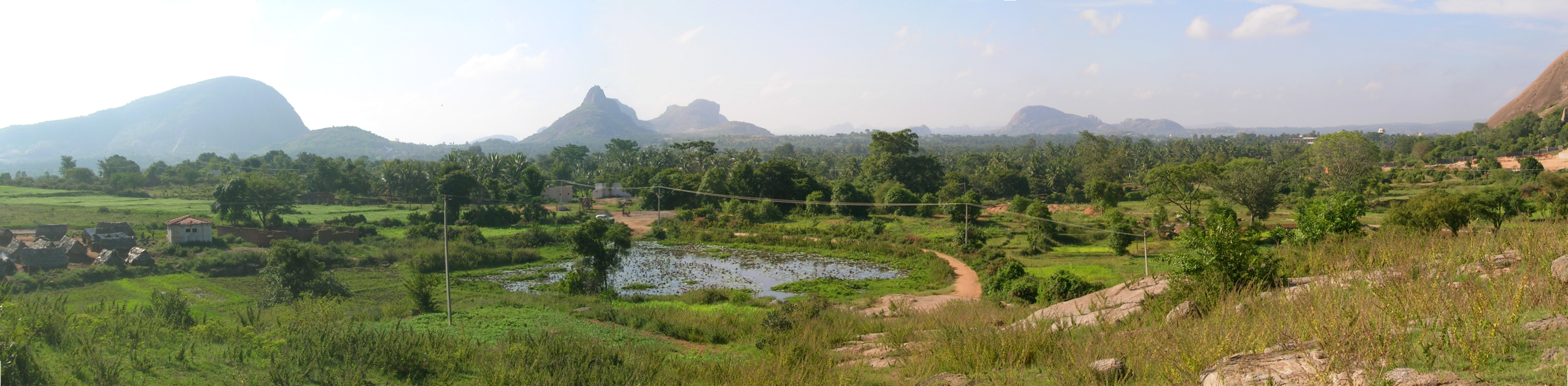
Vue panoramique.

## Géographie
Ramanagara se trouve à 50 km de la ville de Bangalore, sur la SH-17 et a un taux d'alphabétisation de 63 %.

## Économie
Ramanagara est l'un des grands centre de la soie, de la vente de cocons… le tourisme est aussi l'une des sources de travail de la ville.

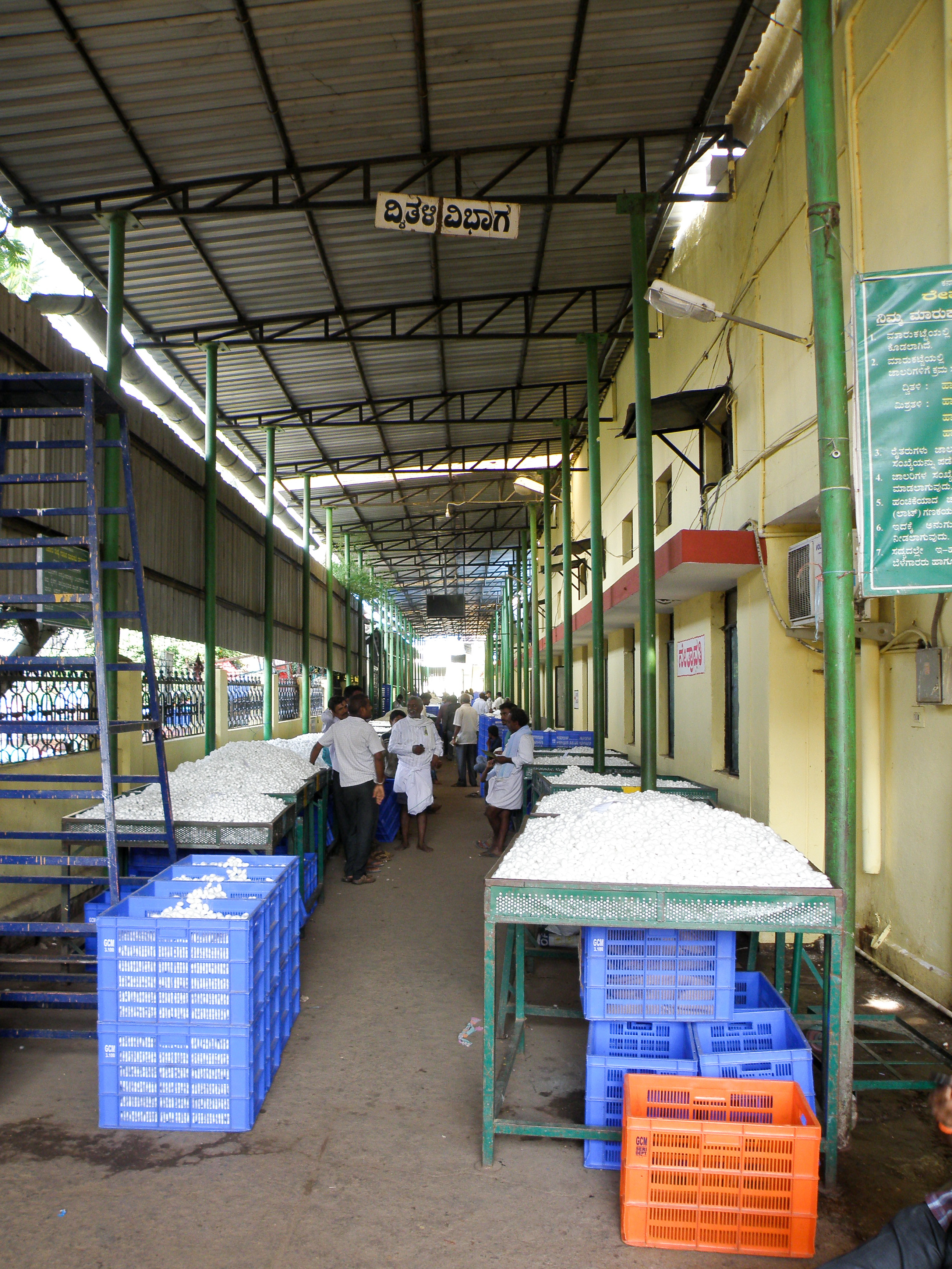
Marché aux cocons de vers à soie

### Collines
Les monts Ramadevarabetta, (collines rouges) sont un lieu renommé d'escalade  On y trouve aussi des grottes et c'est également un sanctuaire animalier.

### Ornithologie
Les monts Handigundi et Ramadevarabetta sont couverts de forêts et abritent des oiseaux et le Sanctuaire ornithologique de Ramadevarabetta principalement pour les vautours. Parmi les oiseaux on peut citer le Percnoptère, le Vautour indien, mais aussi le Bulbul à menton jaune tout comme des ours à colliers.